# Saint-Pierre-Liéroult
En 1837, la commune de Saint-Pierre-de-Liéroult (Seine-Maritime) est détachée de l'Eure au profit de la Seine-Maritime. Vingt ans plus tard, en 1857, la commune fusionne avec une partie détachée de Caudebec-lès-Elbeuf pour former Saint-Pierre-lès-Elbeuf.
L'hagiotoponyme Saint-Pierre fait référence à Pierre (apôtre).

## Toponymie
Le nom de la localité est attesté sous les formes Sancto Petro Liesros en 1240, Saint Pierre Lierrous en 1402 (Archives départementales de la Seine-Maritime, tab. Rouen), Saint Pierre Liaroux en 1409, Saint Pierre Lyerroux en 1431, Sainct Pierre de Livarot en 1608, Sainct Pierre de Lierroult en 1619, Saint Pierre de Lierru en 1765, Saint Pierre Lierout en 1775, Saint Pierre de Lierrout en 1757 (Cassini), Saint Pierre de Lieront en 1788 (Dict.).